# Konstancin (Konstancin-Jeziorna)
Konstancin – część miasta Konstancina-Jeziorny (SIMC 0920746), w woj. mazowieckim, w powiecie piaseczyńskim. W latach 1952–1968 w granicach odrębnego miasta Skolimowa-Konstancina. Letnisko i uzdrowisko na Mazowszu.

## Historia
Nazwa Konstancina pochodzi od imienia hrabiny Konstancji z Potulickich Skórzewskiej. Konstancin powstał z terenu wydzielonego z dóbr oborskich, zapisanego hrabinie w testamencie przez siostrę w 1898, rozparcelowanego przez syna Konstancji, hrabiego Witolda Skórzewskiego i jego wuja, Stanisława Mielżyńskiego, folwarku leśnego Konstancja (ok. 100 ha) pod koniec XIX wieku – miasto zostało oficjalnie założone w 1897. Leśne tereny niedaleko Warszawy, położone na przedłużeniu Traktu Królewskiego z dojazdem Kolejką Wilanowską, stały się popularnym miejscem budowy willi letniskowych. Na przełomie XIX i XX wieku powstało tu wiele okazałych rezydencji zaprojektowanych przez czołowych polskich architektów we wszystkich modnych ówcześnie stylach: od stylów historycznych (neogotyk, neoklasycyzm etc.), poprzez architekturę dworkową i witkiewiczowski styl zakopiański, ale również wzory willi włoskich czy zameczków nadreńskich, aż po fantazyjną secesję, modernizm, czy oszczędny funkcjonalizm lat 30. Projektantami byli m.in.: Jan Fryderyk Heurich, Władysław Marconi, Henryk Julian Gay, Tadeusz Tołwiński, Józef Pius Dziekoński, Władysław Jabłoński, Kazimierz Skórewicz, Franciszek Lilpop, Bronisław Colonna-Czosnowski, Czesław Przybylski i Grupa Praesens.
Mieszkańcami Konstancina byli m.in. Stefan Żeromski, Władysław Witwicki i Wacław Gąsiorowski (pełnił funkcję sołtysa Konstancina). Konstancin w dwudziestoleciu był reklamowany jako miejsce elit kultury, w czasach współczesnych zamieszkało w nim wielu przedsiębiorców, artystów i dziennikarzy. Wówczas wykształcił się także Konstancinek, biedna osada zamieszkiwana przez ludność zatrudnioną w obsłudze bogatych letniskowiczów. 
Konstancin w latach powojennych traktowany był przez władze stołeczne jako miejsce „zsyłki”. Zabytkowe wille objęto „szczególnym trybem najmu” i zasiedlono lokatorami komunalnymi. Część z nich nadal mieszka w tych budynkach, powoli popadających w ruinę.
Po wojnie, w 1953 w uzdrowisku, na bazie istniejącej wcześniej infrastruktury szpitalnej, zostało założone Stołeczne Centrum Rehabilitacji (Stocer) kierowane przez prof. Mariana Weissa. Ideą ośrodka było leczenie kompleksowe, również najcięższych przypadków, które pozbawiają pacjentów samodzielności. Polegała ona nie tylko na wykonaniu niezbędnych zabiegów chirurgicznych, lecz również rehabilitacji, zaopatrzeniu ortopedycznym, nauce nowego zawodu i samodzielności w podstawowych funkcjach życiowych. Istnieje i działa po dziś dzień.
W latach 60. odkryto w mieście złoża solanki.

## Historia administracyjna
Do 1924 w gminie Jeziorna w powiecie warszawskim. W 1924 roku wszedł w skład gminy Skolimów-Konstancin. 20 października 1933 utworzył gromadę Konstancin w granicach gminy Skolimów-Konstancin, składającą się z samego letniska Konstancin.
Podczas II wojny światowej w Generalnym Gubernatorstwie, w dystrykcie warszawskim. W 1943 Konstancin liczył 776 mieszkańców.
Od 1 lipca 1952 w powiecie piaseczyńskim. Tego samego dnia gminie Skolimów-Konstancin nadano ustrój miejski, przez co Skolimów stał się częścią miasta Skolimów-Konstancin. 1 stycznia 1969 Skolimów-Konstancin (ze Skolimowem) połączono z miastem Jeziorna (prawa miejskie od 1962) w nowy ośrodek miejski o nazwie Konstancin-Jeziorna.